# Abbaye de Downside
Située dans le Somerset, à proximité de la ville de Bath, l'abbaye de Downside est un important monastère bénédictin qui a abrité deux saints, canonisés en 1970 par le pape Paul VI : saint Ambroise Barlow et saint John Roberts. L'église elle-même a le statut de basilique mineure depuis 1935. Saint Olivier Plunket y est inhumé. L'abbaye fait partie de la congrégation bénédictine anglaise.
C'est à l'abbaye de Downside que le poète Siegfried Sassoon s'est converti au catholicisme.
L'établissement scolaire de Downside School, qui dépend de l'abbaye, est l'un des collèges catholiques les plus connus de Grande-Bretagne. Parmi ses anciens élèves, on compte notamment le cardinal Vaughan, l'historien de l'art John Pope-Hennessy, l'écrivain Brion Gysin ou encore le journaliste Auberon Waugh, fils aîné d'Evelyn Waugh.

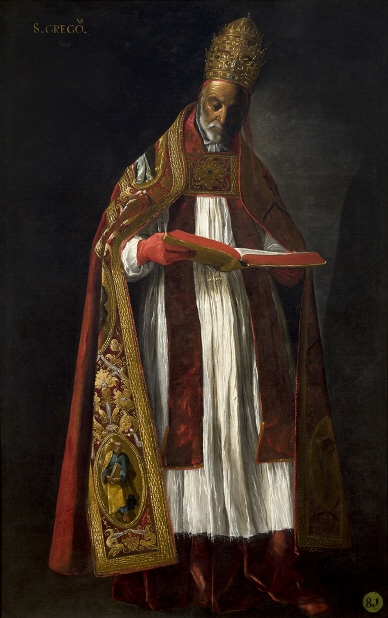
Zurbarán, Saint Grégoire le Grand.
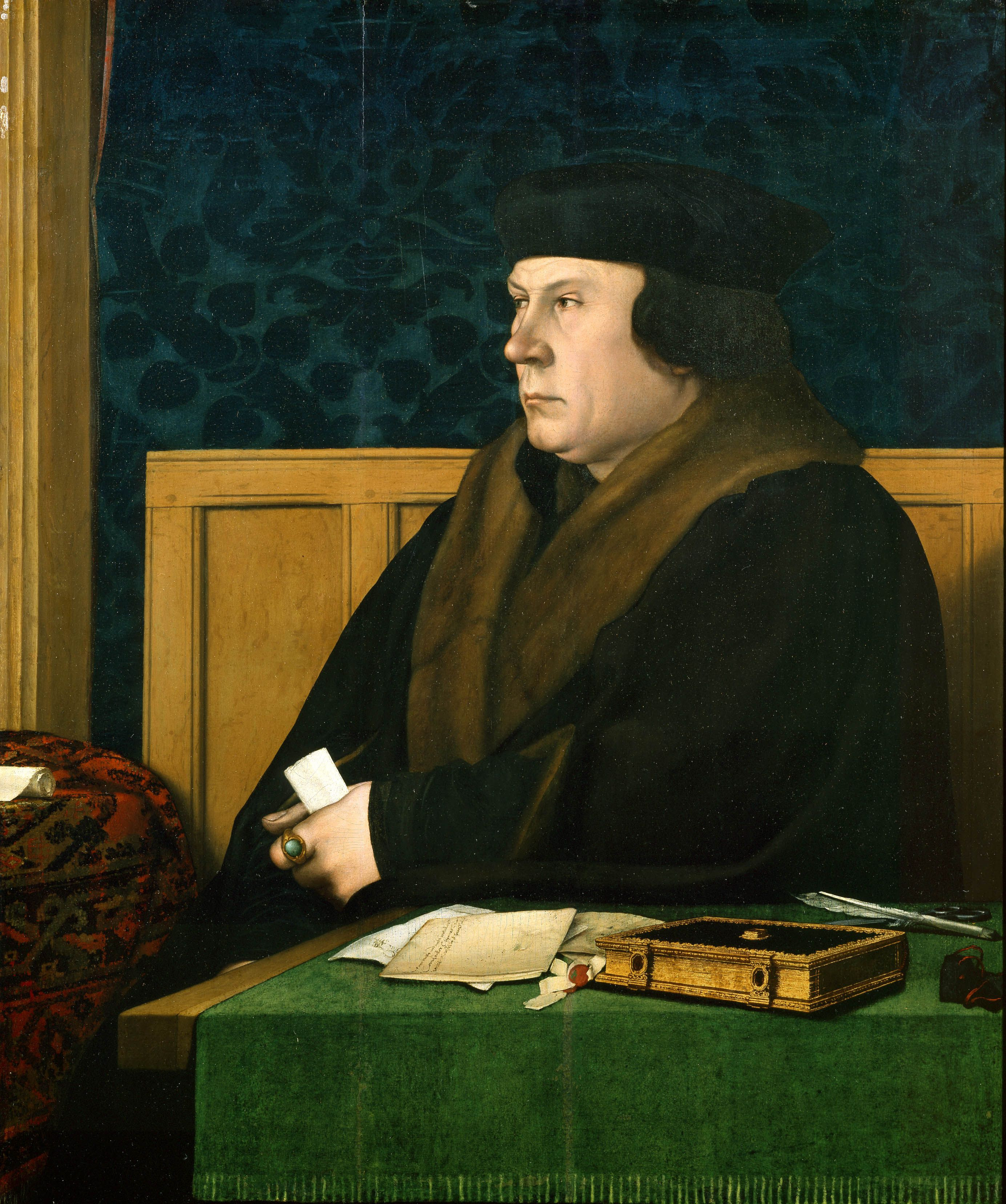
Holbein le Jeune, Thomas Cromwell, 1532.
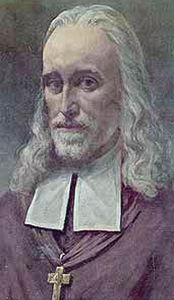
Saint Olivier Plunket.

## Le collège

### Anciens élèves
- Maurice Couve de Murville, futur archevêque de Birmingham
- Brion Gysin, futur artiste de la Beat Generation
- Richard Holmes, futur biographe
- John Pope-Hennessy, futur historien d'art et conservateur du British Museum
- Herbert Vaughan, futur archevêque de Westminster et cardinal
- Auberon Waugh, futur journaliste et romancier

## Liste des abbés
- Bede Polding (en) (1805–1819)
- Edmund Ford (1894–1906)
- Cuthbert Butler (en) (1906–1922)
- Leander Ramsay (1922–1929)
- John Chapman (1929–1933)
- Bruno Hicks (1933–1938)
- Sigebert Trafford (1938–1946)
- Christopher Butler (1946–1966)
- Wilfrid Passmore (1966–1974)
- John Roberts (1974–1990)
- Charles Fitzgerald-Lombard (1990–1998)
- Richard Yeo (1998–2006)
- Aidan Bellenger (2006-2014)
- Leo Maidlow Davis (2014)